# رود پلت
 رود پلت رودی است به رودخانه میزوری می‌ریزد. این رود از کشور ایالات متحده آمریکا می‌گذرد.